# Jan Hybner
Jan Hybner (* 4. června 1964 Praha) je český knihař a pedagog.

## Život
Roku 1991 nastoupil jako mistr odborné výchovy do knihařské dílny Jedličkova ústavu v Praze, kde působil do roku 1993. Od roku 1993 vede ateliér knižní vazby na Vysoké škole uměleckoprůmyslové v Praze. Mezi lety 1999 a 2009 vydává časopis Přítelík, zpravodaj studentů ateliérů ilustrace, grafiky a písma sdružených v Kroužku přátel leporela. Časopisu vyšlo devět čísel a přispěla do něj řada tehdejších studentů VŠUP i umělců starší generace, například grafik Jiří Rathouský. Kromě Vysoké školy uměleckoprůmyslové působí také na Univerzitě v Hradci Králové nebo na Pedagogické fakultě Univerzity Karlovy, kde získal doktorský titul za disertační práci Knižní vazba Evropy a Dálného východu jako zdroj výuky na středních a vysokých výtvarných školách. Spolu s Vladimírou Šturmovou tvoří sdružení Wildpapers.
Má ženu a čtyři děti. Žije v Halounech.

## Publikace

### Vlastní publikační činnost
- HYBNER, Jan. Z praxe v Jedličkově ústavu. Speciální pedagogika. Praha: Univerzita Karlova v Praze, 1998, 8(5), 29–32. ISSN 1211-2720. Dostupné také z: http://dspace.specpeda.cz/handle/0/944 Archivováno 23. 12. 2019 na Wayback Machine.[6]
- HYBNER, Jan. Brožura: teorie knižní vazby pro studenty VŠUP. Vyd. 1. V Praze: VŠUP, 2010. 91 s. Knihařem snadno a rychle. ISBN 978-80-86863-39-9.[7]
- HYBNER, Jan. Knižní vazby z Dunhuangu: teorie knižní vazby pro studenty VŠUP. Vyd. 1. V Praze: VŠUP, 2011. 73 s. Knihařem snadno a rychle. ISBN 978-80-86863-97-9.[8]
- HYBNER, Jan. Stavíme knižní vazbu: teorie knižní vazby pro studenty VŠUP. Vydání první. V Praze: Vysoká škola uměleckoprůmyslová, 2015. 123 stran. Knihařem snadno a rychle. ISBN 978-80-86863-82-5.[9]
- PLEŠTILOVÁ, Anna a HYBNER, Jan. Ruční slepotisk a zlacení: uvedení do technologie a historické inspirace. Vydání první. V Praze: Vysoká škola uměleckoprůmyslová, 2016. 91 stran. ISBN 978-80-87989-22-7.[10]
- HYBNER, Jan. Elementy knižní vazby. Vydání první. V Praze: Vysoká škola uměleckoprůmyslová, 2017. 123 stran. Knihařem snadno a rychle. ISBN 978-80-87989-35-7.[11]
- HYBNER, Jan. Rozhovor. ŠKOPOVÁ, Jitka. AŠ po UŽ: Aš po Užhorod. V Praze: Vysoká škola uměleckoprůmyslová, 2018, s. 254–255. ISBN 978-80-87989-69-2.[12]

### Podíl na knihařském zpracování (výběr)
- KOHÁK, Erazim. Dary noci. Praha: Bonaventura, 2003. 41 s. Eva; sv. 19. ISBN 80-85197-34-0[13].
- MÁCHA, Karel Hynek. Máj. Praha: L. Drtina, 2004. [31] s. Větrník; sv. 4. ISBN 80-239-0354-3.
- PÍŽL, Jaroslav, BENEŠ, Vladimír, ed. a BERÁNEK, Libor. Exteriéry. Praha: Bonaventura, 1994. 26 s., [10] obr. příl. EMA: edice mladých autorů; sv. 1. ISBN 80-85197-08-1.[14]
- HEJNÁ, Markéta. Slzy Ezau. [Praha]: Luboš Drtina, 2007. 45 s. Větrník; sv. 8. ISBN 978-80-254-0417-1.[15]
- PEROUTKA, Alexander. Tady a teď. [Praha]: VŠUP, 2005. 85 stran.
- BERAN, Zdeněk. Zdeněk Beran: texty a kresby z první poloviny sedmdesátých let. 1. knižní vyd. Praha: Ztichlá klika, 2007. 56 s. ISBN 978-80-254-5674-3 (v knize neuvedeno).